# Eudule strigilis
Eudule strigilis är en fjärilsart som beskrevs av Druce 1896. Eudule strigilis ingår i släktet Eudule och familjen mätare. Inga underarter finns listade i Catalogue of Life.